# マンハッタンのコミュニティ・ボード
マンハッタンのコミュニティ・ボード (Community Boards of Manhattan) はニューヨーク市マンハッタン区内で組織されている地方自治体（コミュニティ・ボード (en) ）である。ニューヨーク市のコミュニティ・ボードも参照のこと。マンハッタン区は12のコミュニティ・ボードからなり、それぞれのコミュニティ・ボードは50人の無給のメンバーで構成されている。メンバーは区長または市議会議員によって任命される。彼らは施政権を持たないが、市の行政局に対してコミュニティの住民を代表して要望を提示することができる。彼らはまたこのボードが契約上の義務（例えば就業時間の制限など）に同意する前に、関係政党に対して肯定的な投票をすることを条件として依頼を行うことができる。 しかしながら法律の施行はどのタイミングでも変更させることは可能である。市によって彼らの要求が承認される保証はないが、実際上は妥当な問題であればほとんどは市によって解決のための処置がなされる。 
各ボードはさらに小さいエリア、いわゆるネイバーフッドによって構成されている。ネイバーフッドによっては（例えばマーリー・ヒルなど）、複数のコミュニティ・ボードに所属している。ネイバーフッドは行政単位ではなく、ニューヨーク市の文化の歴史の中で形成されてきた慣習的な区分けである。そのため各ネイバーフッドの名前や境界、人口でさえも確定的ではなく人々の定義によって異なる。不動産会社やデベロッパーなどは自社の物件の宣伝のためにネイバーフッドの区分けや命名に大きく関与しようとする。
ただし、ニューヨーク市都市計画局 (en) はネイバーフッドの名前と境界を定めた自身の地図を作成している。これらの名前と境界は住民の見解とおおよそ一致しており、この物議をかもす問題を整理するのによい指針となりうる。各コミュニティ地区 (Community District) を記述する以下の節には市のデータへのリンクを掲載している。
大都市特有の現象として、マンハッタンの各ネイバーフッドはそれぞれが特徴のあるエリアを形成している。

## コミュニティ地区1
構成地区：
- トライベッカ
- フィナンシャル・ディストリクト（ウォール街）
- シヴィック・センター（かつてのファイブ・ポインツ (en)）
- バッテリー・パーク・シティ
- サウス・ストリート・シーポート
- バッテリー・パーク
- シティ・ホール・パーク
- 住人はいないことになっている以下の三島はこの地区に含まれるが、歴史的・政治的な要因のためその法律上の地位は複雑である：
  - エリス島
  - リバティ島
  - ガバナーズ島

ソース：
- NYC DCP Profile of Community District 1
- Official website of Community Board 1

## コミュニティ地区2
構成地区：
- グリニッジ・ヴィレッジ
このエリアに含まれるネイバーフッド：
  - ウエスト・ヴィレッジ (en)
  - サウス・ヴィレッジ (en)
  - ワシントン・スクエア
- ノーホー
- ソーホー
- ハドソン・スクエア
- リトル・イタリー

ソース：
- NYC DCP Profile of Community District 2
- Official website of Community Board 2

## コミュニティ地区3
構成地区：
- ロウワー・イースト・サイド
- イースト・ヴィレッジ
  - トンプキンス・スクエア
  - アルファベット・シティ
- チャイナタウン
- トゥー・ブリッジーズ

ソース：
- NYC DCP Profile of Community District 3
- Official website of Community Board 3

## コミュニティ地区4
構成地区：
- クリントン（ヘルズ・キッチン）
- チェルシー

ソース：
- NYC DCP Profile of Community District 4
- Official website of Community Board 4

## コミュニティ地区5
構成地区：
- ミッドタウン
- タイムズスクエア
- ヘラルドスクエア
- Midtown South
- マーリー・ヒルの一部[1]
- グラマシーの一部[2]
- ユニオンスクエア

ソース：
- NYC DCP Profile of Community District 5
- Official website of Community Board 5

## コミュニティ地区6
構成地区：
- 東50-59丁目
- マーリー・ヒルの一部[3]
- サットン・プレイス
- ビークマン・プレイス (en)
- タートル・ベイ (en)
- 国際連合本部
- テューダー・シティー
- グラマシーの一部[4]
  - キップス・ベイ
- ピーター・クーパー・ヴィレッジ (en)
- スタイフェサント・パーク (en)
- スタイフェサント・タウン (en)
  - ベルビュー・ホスピタル・センター (en)

ソース：
- NYC DCP Profile of Community District 6
- Official website of Community Board 6

## コミュニティ地区7
構成地区：
- アッパー・ウエスト・サイド
  - セントラル・パーク・ウエスト歴史地区 (en)
  - マンハッタン・バレー (en) （ウエスト・ハーレム）
  - リンカーン・スクエア (en)

ソース：
- NYC DCP Profile of Community District 7
- Official website of Community Board 7

## コミュニティ地区8
構成地区：
- ヨークヴィル (en) 
  - カール・シュルツ・パーク (en)
- アッパー・イースト・サイド
- レノックス・ヒル (en)
- カーネギー・ヒル

イースト川の島と同名のネイバーフッドもこの地区の管轄である：
- ルーズベルト島
- ミル・ロック

ソース：
- NYC DCP Profile of Community District 8
- Official website of Community Board 8

## コミュニティ地区9
構成地区：
- ハミルトン・ハイツ (en)
- マンハッタンヴィル (en)
- モーニングサイド・ハイツ
  - コロンビア大学

ソース：
- NYC DCP Profile of Community District 9
- Official website of Community Board 9

## コミュニティ地区10
構成地区：
- セントラル・ハーレム
  - ポロ・グラウンズ

ソース：
- NYC DCP Profile of Community District 10
- Official website of Community Board 10

## コミュニティ地区11
構成地区：
- イースト・ハーレム (El Barrio)

イースト川の島と同名のネイバーフッドもこの地区の管轄である：
- ランドールズ島
- ワーズ島
- マウント・モリス・パーク (en)

ソース：
- NYC DCP Profile of Community District 11
- Official website of Community Board 11

## コミュニティ地区12
構成地区：
- インウッド
- ワシントンハイツ
  - ハドソン・ハイツ (en)
  - インウッド・ヒル・パーク (en)

ソース：
- NYC DCP Profile of Community District 12
- Official website of Community Board 12